# Acidez do solo
A acidez do solo ou pH do solo, é a concentração de íons H+ presente na suspensão do solo e, ao mesmo tempo, na agricultura,  um dos indicadores da fertilidade deste solo. 
A faixa de pH ideal dos solos para a agricultura é entre 5,5 e 6,5. Isto porque é nesta faixa da solução do solo que os nutrientes ficam mais disponíveis às plantas. A acidez do solo tem origem nas rochas que formam o solo, na interação do solo com o clima - principalmente em áreas onde a pluviosidade é elevada-, na absorção dos sais alcalinos pelas plantas cultivadas ou na reação de ácida de certos produtos utilizados na fertilização do solo. A acidez do solo pode ser corrigida com a incorporação no solo de substâncias alcalinas como conchas moídas, margas e calcário.
É recomendado o acompanhamento de um engenheiro florestal, ou um engenheiro agrícola ou agrônomo, ou até de um técnico em agricultura, na coleta de amostras e seu envio a laboratórios especializados para análise antes de fazer a calagem.
As cores das hortênsias são determinadas pela acidez do solo em que são plantadas. É importante saber que a cal e o mármore atuam também, como indicadores ácidos-base, sendo que eles auxiliam no reconhecimento do pH de certas substâncias.
A acidez do solo é muito importante ao se cultivar plantas e vegetais, pois alguns se adaptam melhor em solos mais ácidos, como a mandioca e a erva-mate; já outras necessitam de um solo mais básico, como a soja, o algodão e o feijão.
Essa medida do grau de acidez do solo é feita por meio do potencial hidrogeniônico (pH), ou seja, é a medida do teor de íons H3O+ livres por unidade de volume. Quanto maior esse teor, mais ácido é considerado o solo.
Um pH ácido apresenta valores entre 0 e 6,0; 7 é neutro e de 8 a 14 é básico.
Para tornar um solo básico, corrigindo seu pH, para o cultivo de certas espécies de plantas, usa-se calcário (CaCO3), cujo pH está na faixa de 6,0 a 6,2.
Esse pH do solo não influencia somente no crescimento, mas também na cor que as  plantas irão apresentar. Um exemplo bem nítido de como isso ocorre é a hortênsia. Essa flor apresenta uma grande variedade de tamanhos e tipos, sendo que pode se apresentar com cor rosa, lilás, branca, roxa, vermelha, azul-clara e azul-escuro. A mais comum é a azul.
Porém, um fato bastante interessante é que uma hortênsia azul pode se tornar, com o tempo, rosa e vice-versa. Isso ocorre em razão do pH do solo. Em solo ácido a hortênsia produz flores azuis, já em solos básicos, suas flores são cor-de-rosa. A intensidade dessas cores depende do teor de acidez ou alcalinidade do solo; quanto mais ácido, mais rosa-escuro ficará; e quanto mais básico, mais claro será.
Essa mudança de cor, dependendo da acidez ou da basicidade, ocorre com várias substâncias que são chamadas de indicadores ácido-base. Por exemplo, a fenolftaleína é uma solução alcoólica que atua como indicador ácido-base, pois ela fica incolor na presença de uma solução ácida e em meio neutro ou em meio levemente básico; já na presença de meio fortemente básico, ela adquire coloração  rosa.